# Municipio de Holland (Illinois)
El municipio de Holland (en inglés: Holland Township) es un municipio ubicado en el condado de Shelby en el estado estadounidense de Illinois. En el año 2010 tenía una población de 420 habitantes y una densidad poblacional de 6,01 personas por km².

## Geografía
El municipio de Holland se encuentra ubicado en las coordenadas 39°14′55″N 88°45′00″O / 39.24861, -88.75000. Según la Oficina del Censo de los Estados Unidos, el municipio tiene una superficie total de 69.9 km², de la cual 69,9 km² corresponden a tierra firme y (0 %) 0 km² es agua.

## Demografía
Según el censo de 2010, había 420 personas residiendo en el municipio de Holland. La densidad de población era de 6,01 hab./km². De los 420 habitantes, el municipio de Holland estaba compuesto por el 98,33 % blancos, el 0,24 % eran amerindios, el 0,48 % eran asiáticos y el 0,95 % eran de una mezcla de razas. Del total de la población el 0 % eran hispanos o latinos de cualquier raza.